# Irgendwann im Leben
Irgendwann im Leben ist das 20. Studioalbum des deutschen Sängers Nino de Angelo, das im Februar 2025 erschien.

## Entstehung und Veröffentlichung
Die Erstveröffentlichung von Irgendwann im Leben erfolgte am 21. Februar 2025 bei Ariola. Das Album erschien in seiner Originalausführung als CD sowie zum Download und Streaming mit zwölf Titeln (Katalognummer: 19802879392). Am gleichen Tag erschien das Album auch als Deluxeversion (Katalognummer: 19802879402) sowie limitiertes Boxset (Katalognummer: 19802879412).
Geschrieben und produziert wurden alle Lieder vom Interpreten selbst. Während er beim Schreibprozess zumeist von verschiedenen Autoren unterstützt wurde, tätigte er die Produktion aller Lieder gemeinsam mit George Kousa.

## Titelliste
| Nr. | Titel                         | Autor(en)                                          | Produzent(en)                | Länge |
| --- | ----------------------------- | -------------------------------------------------- | ---------------------------- | ----- |
| 1.  | Irgendwann im Leben           | André Franke, Nino de Angelo, Joachim Horn-Bernges | Nino de Angelo, George Kousa | 3:48  |
| 2.  | Wer bringt dich nach Hause    | Justin Balk, Nino de Angelo, Ria Schenk            | Nino de Angelo, George Kousa | 3:31  |
| 3.  | Dämonen                       | Nino de Angelo, Jonas Rabensteiner                 | Nino de Angelo, George Kousa | 4:00  |
| 4.  | Tanz im Regen                 | Nino de Angelo, George Kousa                       | Nino de Angelo, George Kousa | 3:23  |
| 5.  | Hurrikan                      | Nino de Angelo, George Kousa                       | Nino de Angelo, George Kousa | 3:09  |
| 6.  | Zu spät                       | Nino de Angelo                                     | Nino de Angelo, George Kousa | 3:56  |
| 7.  | Boomerang                     | Lalo Titenkov, Nino de Angelo                      | Nino de Angelo, George Kousa | 3:33  |
| 8.  | Love On The Rocks             | Nino de Angelo, Jörg Wartmann                      | Nino de Angelo, George Kousa | 3:48  |
| 9.  | Du bist mein Fleisch und Blut | Nino de Angelo                                     | Nino de Angelo, George Kousa | 3:22  |
| 10. | Leben ist Kollision           | Justin Balk, Nino de Angelo                        | Nino de Angelo, George Kousa | 3:51  |
| 11. | Frag nicht wohin              | Nino de Angelo, George Kousa                       | Nino de Angelo, George Kousa | 4:11  |
| 12. | Dann bist du frei             | Nino de Angelo, George Kousa                       | Nino de Angelo, George Kousa | 3:44  |

## Rezeption
Zum Zeitpunkt der Veröffentlichung wiesen Fans de Angelo darauf hin, dass der Titelsong auffällige Ähnlichkeiten zu Matthias Reims Irgendwo da draußen besitze. Daraufhin verwies de Angelo auf Instagram darauf, dass der Song bereits vor 30 Jahren für ihn geschrieben worden sei und er besser singen könne als Reim. Er änderte mehrfach das Posting, bis er schließlich schrieb, er sei Opfer eines Hackers gewesen.
Für Philipp Kause, Musikkritiker von laut.de, befand: „[…] Immerhin drängen sich die Grautöne der Vorgänger-Scheibe nicht dauernd so penetrant auf wie 2023. Man kann "Irgendwann Im Leben" als solide Genre-Veröffentlichung schulterzuckend abhaken. Liebe zur Musik kommt darin zwar keine zum Ausdruck, aber wenigstens wird kein neuer Tiefpunkt durchmessen.“

## Chartplatzierungen
| ChartsChartplatzierungen | Höchstplatzierung | Wochen |
| ------------------------ | ----------------- | ------ |
| Deutschland (GfK)        | 3 (13 Wo.)        | 13     |
| Österreich (Ö3)          | 4 (2 Wo.)         | 2      |
| Schweiz (IFPI)           | 13 (2 Wo.)        | 2      |